# Mezinárodní sociologické sdružení
Mezinárodní sociologické sdružení (International Sociological Association, ISA) se sídlem v Madridu (Španělsko) bylo založeno v roce 1949 pod záštitou UNESCO. Cílem je povšechní reprezentace sociologů, nezávisle na myšlenkové škole, kterou následují, přístupech k výzkumům, které uplatňují, nebo jejich ideologických přesvědčeních. Toto sdružení si tedy klade za cíl rozvíjet sociologické znalosti po celém světě. Její členové pocházejí ze 126 zemí světa. Od roku 2018 je již 19. prezidentem Sari Hanafi (2018–2022), profesor sociologie na Americké univerzitě v Bejrútu (Libanon).